# 森元浩二
森元 浩二（もりもと こうじ、koji morimoto、1965年6月6日 - ）東京都東大和市出身のレコーディング&ミキシング・エンジニア。
エイベックス・エンタテインメントのレコーディングスタジオである、prime sound studio formのチーフエンジニア。

## 経歴
- 1986年、リットーミュージックのスタジオ、AvicStudioにアシスタントエンジニアとして入社。
- 1987年、サンセット・ミュージックの社長でありエンジニアである、益本憲之のパーソナルアシスタントとして入社。
- 1991年、AvicStudioのマネージャー＆チーフエンジニアであった、橋本まさしと共に二子玉川にStudio Sound DALIを設立。
- 1999年、フリーランス・エンジニアとしてI to I Communicationsに所属。
- 2002年、エイベックス・エンタテインメントの子会社であった、プライム・ディレクションのprime sound studio formを池尻大橋に設立。

## 代表作
- 1998年DA PUMP「Rhapsody in Blue」第40回日本レコード大賞  優秀作品賞受賞曲
- 1998年Every Little Thing「Time to Destination」日本レコード大賞 アルバム大賞受賞作品
- 1999年相川七瀬「ID」日本ゴールドディスク大賞「BEST ROCK ALBUM OF YEAR」（女性部門）受賞
- 2000年DA PUMP「if...」第42回 日本レコード大賞 優秀作品賞受賞曲
- 2000年浜崎あゆみ「Duty」日本レコード大賞 アルバム大賞受賞作品
- 2001年DA PUMP「All My Love To You」第34回ALL JAPANリクエストアワード ゴールドリクエスト賞 受賞曲
- 2001年DA PUMP「Steppin' and Shakin'」第43回輝く!日本レコード大賞 金賞受賞曲
- 2001年島谷ひとみ「市場に行こう」第34回日本有線大賞 有線音楽優秀賞
- 2001年島谷ひとみ「パピヨン〜papillon〜」第34回ALL JAPANリクエストアワード ゴールドリクエスト賞受賞曲
- 2002年浜崎あゆみ「H」オリコン年間シングルチャート第一位
- 2002年BoA「LISTEN TO MY HEART」日本ゴールドディスク大賞 アルバム・オブ・ザ・イヤー受賞作品
- 2002年浜崎あゆみ「RAINBOW」日本ゴールドディスク大賞　アルバム・オブ・ザ・イヤー受賞作品
- 2002年浜崎あゆみ「H」日本ゴールドディスク大賞 ソング・オブ・ザ・イヤー受賞作品
- 2003年浜崎あゆみ「No way to say」日本レコード大賞受賞作品
- 2003年島谷ひとみ「Perseus-ペルセウス-」第45回 輝く!日本レコード大賞 金賞受賞曲、日本有線大賞 有線音楽優秀賞
- 2003年Every Little Thing「Every Best Single 2」日本ゴールドディスク大賞 アルバム・オブ・ザ・イヤー受賞作品
- 2003年BoA「VALENTI」日本ゴールドディスク大賞 アルバム・オブ・ザ・イヤー受賞作品
- 2003年浜崎あゆみ「A BALLADS」日本ゴールドディスク大賞 アルバム・オブ・ザ・イヤー受賞作品
- 2003年浜崎あゆみ「Memorial address」日本ゴールドディスク大賞 アルバム・オブ・ザ・イヤー受賞作品
- 2004年浜崎あゆみ「&」日本ゴールドディスク大賞 アルバム・オブ・ザ・イヤー受賞作品
- 2004年BoA「LOVE & HONESTY」日本ゴールドディスク大賞 アルバム・オブ・ザ・イヤー受賞作品
- 2004年BoA「QUINCY」日本レコード大賞 金賞受賞曲
- 2004年島谷ひとみ「ANGELUS -アンジェラス-」ベストヒット歌謡祭　ゴールドアーティスト賞 受賞作品
- 2004年浜崎あゆみ「MY STORY」日本ゴールドディスク大賞　アルバム・オブ・ザ・イヤー受賞作品
- 2004年浜崎あゆみ「Moments」日本ゴールドディスク大賞 ソング・オブ・ザ・イヤー受賞作品
- 2004年浜崎あゆみ「INSPIRE」日本ゴールドディスク大賞　ソング・オブ・ザ・イヤー受賞作品
- 2005年EXILE「SINGLE BEST」日本ゴールドディスク大賞 アルバム・オブ・ザ・イヤー受賞作品
- 2004年島谷ひとみ「真昼の月」ベストヒット歌謡祭 ゴールドアーティスト賞 受賞作品
- 2005年BoA「BEST OF SOUL」日本ゴールドディスク大賞 アルバム・オブ・ザ・イヤー受賞作品
- 2005年倖田來未「BEST〜first things〜」日本ゴールドディスク大賞 アルバム・オブ・ザ・イヤー受賞作品
- 2006年倖田來未「Black Cherry」日本ゴールドディスク大賞 ザ・ベスト10アルバム受賞作品
- 2006年浜崎あゆみ「(miss)understood」日本ゴールドディスク大賞 ザ・ベスト10アルバム受賞作品
- 2006年浜崎あゆみ「Secret」日本ゴールドディスク大賞　ザ・ベスト10アルバム受賞作品
- 2007年浜崎あゆみ「A BEST 2 -BLACK-」日本ゴールドディスク大賞 ザ・ベスト10アルバム受賞作品
- 2007年浜崎あゆみ「A BEST 2 -WHITE-」日本ゴールドディスク大賞 ザ・ベスト10アルバム受賞作品
- 2008年浜崎あゆみ「A COMPLETE 〜ALL SINGLES〜」日本ゴールドディスク大賞　ザ・ベスト10アルバム受賞作品
- 2008年安室奈美恵「BEST FICTION」日本ゴールドディスク大賞 ザ・ベスト10アルバム受賞作品